# Kanton Charny-sur-Meuse
Charny-sur-Meuse is een voormalig kanton van het Franse departement Meuse. Het kanton maakte deel uit van het arrondissement Verdun.
In maart 2015 werd het kanton opgeheven. De gemeenten Béthelainville, Béthincourt, Chattancourt, Fromeréville-les-Vallons, Marre en Montzéville werden overgeheveld naar het kanton Clermont-en-Argonne, de overige gemeenten naar het nieuw gevormde kanton Belleville-sur-Meuse.

## Gemeenten
Het kanton Charny-sur-Meuse omvatte de volgende gemeenten:
- Beaumont-en-Verdunois
- Belleville-sur-Meuse
- Béthelainville
- Béthincourt
- Bezonvaux
- Bras-sur-Meuse
- Champneuville
- Charny-sur-Meuse (hoofdplaats)
- Chattancourt
- Cumières-le-Mort-Homme
- Douaumont
- Fleury-devant-Douaumont
- Fromeréville-les-Vallons
- Haumont-près-Samogneux
- Louvemont-Côte-du-Poivre
- Marre
- Montzéville
- Ornes
- Samogneux
- Thierville-sur-Meuse
- Vacherauville
- Vaux-devant-Damloup